# Марія Тереза Австрійська (1817—1886)
Марія Тереза Австрійська (італ. Maria Teresa d’Austria нім. Maria Theresia von Österreich повне ім'я Марія Тереза Беатріче Гаетана Габсбург-Есте (італ. Maria Teresa Beatrice Gaetana Habsburg-Este нім. Maria Theresia Beatrix Gaëtane von Habsburg-Este ; 14 липня 1817 року, Модена, Герцогство Модена та Реджо — 25 березня 1886 року, Гориція, Австро-Угорщина) — принцеса з дому Габсбург-Есте, дочка Франциска IV, герцога Модени і Реджо, та Марії Беатріче, принцеси Сардинії, ерцгерцогиня Австрії, принцеса Модени і Реджо, принцеса Карпи, принцеса Мірандоли і Конкордії, герцогиня Гуасталла, імперська принцеса Австрії, королівська принцеса Угорщини і Чехії.
У шлюбі — герцогиня де Бордо, графиня де Шамбор і королева Франції й Наварри в престолонаслідуванні легітимістів. Дама австрійського благородних ордена Зоряного хреста і баварського ордена Терези.

## Біографія
Марія Тереза народилася в Модені 14 липня 1817 року. Після досягнення повноліття була видана в шлюб з Анрі де Бурбоном, королем Франції в престолонаслідуванні легітимістів, герцогом де Бордо і графом де Шамбор. Шлюб за дорученням укладено 7 листопада 1846 року в Модені. Вінчання в церкві відбулося 16 листопада того ж року в Брук-ан-дер-Мур. Шлюб виявився бездітним.
Марія Тереза була обрана в дружини графа де Шамбор його тіткою по лінії батька, королевою Марією Терезою Французькою. Цей династичний шлюб означав альянс між вигнаним французьким королівським будинком Бурбонів і будинком Габсбург-Есте, гілкою австрійського імперського дому Габсбургів. Важливе значення при виборі нареченої відігравало і те, що будинок Габсбург-Есте сповідував католицизм і був єдиним можновладним будинком, який не визнав Липневу монархію у Франції. Сам же граф де Шамбор хотів одружитися з молодшою сестрою Марії Терези, Марією Беатріче, але змирився з вибором тітки.
24 серпня 1883 року Марія Тереза овдовіла. Легітимісти проголосили своїм новим королем графа Хуана-Карлоса де Бурбона, графа Монтісон, який приходився їй зятем, так, як був чоловіком її молодшої сестри Марії Беатріче.
Марія Тереза побудувала усипальницю французької королівської сім'ї у вигнанні в монастирі Костаньєвіца, поблизу Горіції. Через три роки після смерті чоловіка, Марія Тереза померла в Горіції 25 березня 1886 року. Вона була похована поряд із чоловіком у побудованій нею усипальниці Бурбонів.

### Форма звернення
- 14 липня 1817 — 7 листопада 1846: Її Імператорська і Королівська Високість, ерцгерцогиня Марія Терезія Австрійська-Есте, імперська принцеса Австрії, королівська принцеса Угорщини та Чехії, принцеса Модени;
- 7 листопада 1846 — 24 серпня 1883: Її Імператорська і Королівська Високість, графиня де Шамбор, герцогиня де Бордо;

Королева-консорт Франції і Наварри (оспорюється назва)
- 24 серпня 1883 — 25 березень 1886: Її Імператорська і Королівська Високість, вдова графиня де Шамбор, герцогиня-вдова де Бордо.

Після одруження легітимісти зверталися до неї, як до Її Величності, королеви Франції і Наварри, а після вдівства — як до Її Величності, королеви-вдови Франції і Наварри.